# Алмати
Алмати́ (з 1921 по 1992 — Алма́-Ата́; каз. Almaty/Алматы) — найбільше місто Казахстану, колишня столиця. Засноване 1854 року, до 1921 мало назву Вірний (рос. Верный, у перекладі означає «відданий, лояльний»). У 1927—1936 роках — столиця Казакської АРСР, з 1936 по 1991 роки — столиця Казахської РСР, з 1991 по 1997 роки — столиця Республіки Казахстан. Алмати було останньою столицею й найбільшим містом Казахської РСР, потім стало першою столицею й найбільшим метрополісом Республіки Казахстан. Незважаючи на втрату статусу політико-адміністративної столиці, місто є культурним і фінансово-економічним центром країни. Місто розташоване по передгір'ях Заілійського Алатау на крайньому південному сході Казахстану й має своєрідний, досить м'який кліматичний режим, складне екологічне становище.
У червні 2007 року місто було додане в список найдорожчих міст світу. З кінця 1990-х Алмати переживає період економічного та інвестиційного буму, а також інтенсивного будівництва.

## Назва
Наприкінці Середньовіччя в цьому районі існувала стоянка тюркських і монгольських кочовиків — Алмату́, 1854 — на місці казахського поселення Алмати́ закладена військова фортеця Заілійське, потім Вєрне, 1867 — Алматинське, 1867—1921 — Вєрний, з 1921 — Алма-Ата, з 1993 через перейменування в офіційному вживанні державними органами Казахстану російською й казахською мовами місто називається «Алмати».

Всупереч поширеній помилці, «Алма-Ата» — це не похідне від казахського «Алмати» /ɑlmɑˈtə/, яке за російською звучить майже як «Алмата». Це абсолютно інша назва міста. Міф про походження назви від казахських слів «алма́» /ɑlˈmɑ/ (яблуко) й «ата́» /ɑˈtɑ/ (дід) з'явився під час спроби пояснити етимологію назви, придуманої 5 лютого 1921 року на зборах Президіума ЦВК Туркестанської АРСР в тогочасному Вєрном. Назва «Алма-Ата», що можна перекласти як «Яблуко-дід», казахською мовою абсолютно безглузда. Назва «Алмати» перекладається як «Яблуневий». З іншого боку, в Енциклопедичному словнику Брокгауза і Єфрона, задовго до більшовиків, у статті про Вєрний читаємо:
Вєрний — обласне місто Семиріченської області, розташоване на річці Алматинці,… у 1854 році було засновано укріплення В., для захисту… від набігів гірських кара-киргизів, на місці колишнього поселення Алма-Ати (Яблонноє)… Туземці, а подекуди і росіяни, часто називають Вєрний по-старому — Алма-Ати… Місто Вєрний складається з Алма-Атинської станиці (стара частина міста), Алма-Атинського виселка, Татарської слобідки та з Нового міста (власне В.), що виникло на початку 1870-х років.

## Географія

### Географічне положення Алмати

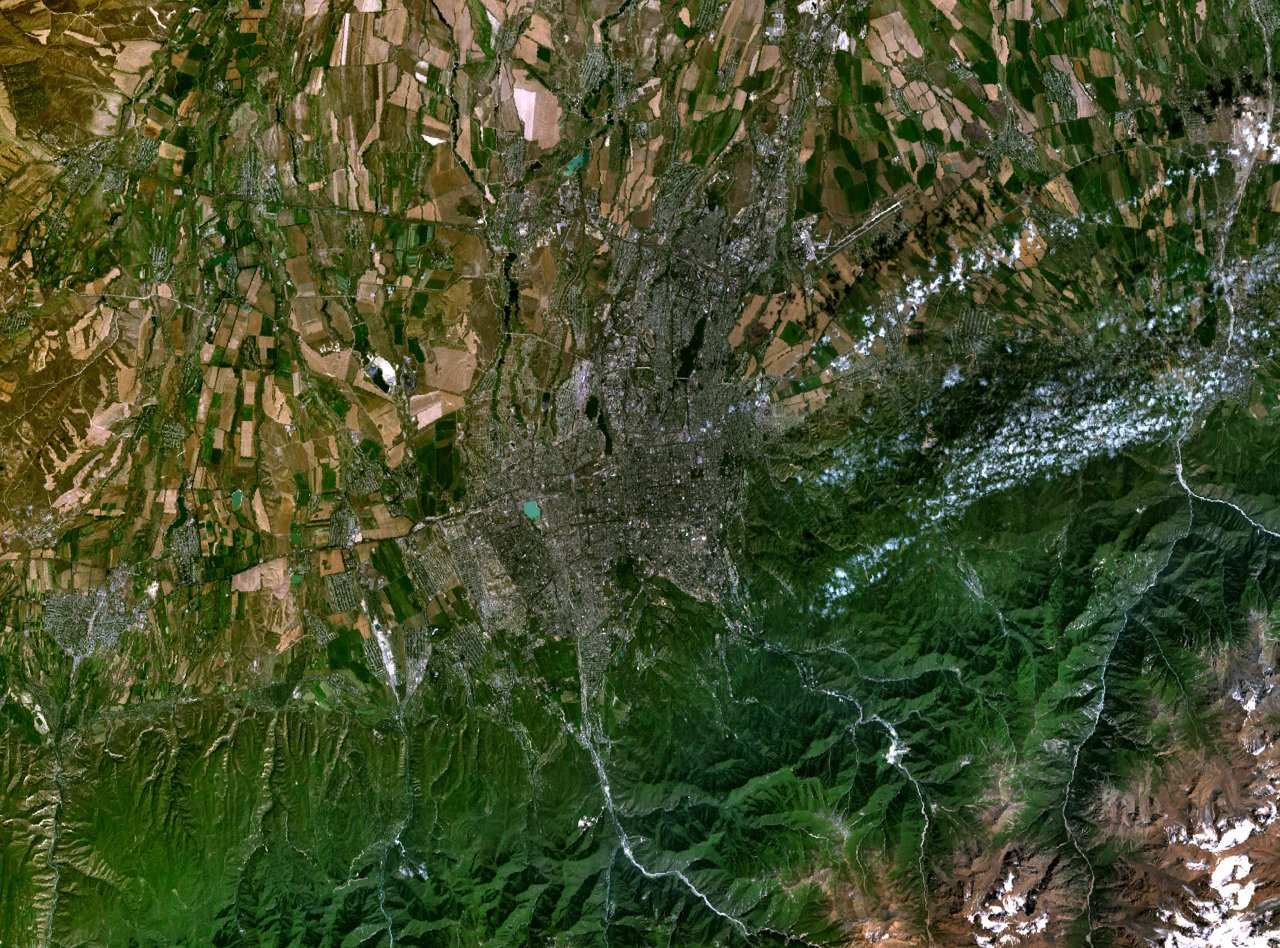
Алмати з космосу

Місто Алмати розташоване в центрі євразійського континенту, на південному сході Республіки Казахстан, на 77° сх. д. і 43° пн. ш., біля підніжжя гір Заілійського Алатау — найпівнічнішого хребта Тянь-Шаня на висоті від 600 до 1650 метрів над рівнем моря. На одній широті з ним знаходяться Гагри й Владивосток. Клімат у місті різко-континентальний, із великими коливаннями температур не лише протягом року, але й доби.
З висоти менше 600 м міські вулиці втікають на північ, у степ, у напівпустелю, упираючись у спекотні Прикаськеленські Мойинкуми. У південних житлових масивах на висоті 1500—1700 м над рівнем моря в урочищі Медео й на Каменськом Плато відчувається дихання льодовиків. Багатий і різноманітний тваринний і рослинний світ Заілійського Алатау. Околиці Алмати є частиною Ілі-Алатауського національного парку, на території якого організовані природні заказники й заповідник.
Багато рідкісних птахів і тварин, що мешкають тут, занесено в Червону книгу Казахстану. Серед них — сніговий барс, або ірбіс, що нині прикрашає герб Алмати.
Біля підніжжя гір зернові, баштанні, тютюнові плантації й виноградники змінюються на фруктові сади та ягідники. Понад 8000 га міської території займають сади й парки, сквери й бульвари. Саме тут знайшов свою батьківщину знаменитий алматинський апорт.
Місто розташоване на виносі древніх і молодих відкладень річок Великої і Малої Алматинок та їхніх приток. Гірські річки й озера є основним джерелом водопостачання міста.

### Клімат
Клімат помірно континентальний, проте значно м'якше, ніж у більшості міст Казахстану. Літню спеку в місті пом'якшує його більш піднесене положення (650—950 метрів вище за рівень моря), прохолодний нічний бриз із довколишніх гір, покритих льодовиками навіть влітку, велика кількість зелені й безліч дрібних струмків, ариків і річечок. Найбільші з них — Велика Алматинка, Мала Алматинка і Єсентай (Весновка). Взимку й восени клімат дещо пом'якшений теплими антициклонами з субтропічних пустель Середньої Азії. Зима в найбільш гірських районах міста значно м'якша, на висоті 1700 метрів над рівнем моря середня температура січня дорівнює — 4—5 °C, тоді як на висоті 600 метрів — 9—10 °C.
- Середньорічна швидкість вітру — 1,2 м/с
- Середньорічна вологість повітря — 62 %

Найтепліший місяць — липень з середньою температурою 23,8 °C (74,8 °F). Найхолодніший місяць — січень, із середньою температурою –4,7 °С (23,5 °F).
| Клімат Алмати           | Клімат Алмати | Клімат Алмати | Клімат Алмати | Клімат Алмати | Клімат Алмати | Клімат Алмати | Клімат Алмати | Клімат Алмати | Клімат Алмати | Клімат Алмати | Клімат Алмати | Клімат Алмати | Клімат Алмати |
| Показник                | Січ.          | Лют.          | Бер.          | Квіт.         | Трав.         | Черв.         | Лип.          | Серп.         | Вер.          | Жовт.         | Лист.         | Груд.         | Рік           |
| Абсолютний максимум, °C | 18,2          | 19            | 28            | 33,2          | 35,1          | 39,3          | 43,4          | 40,5          | 38,1          | 31,1          | 25,4          | 19,2          | 43,4          |
| Середній максимум, °C   | 0,7           | 2,2           | 8,7           | 17,3          | 22,4          | 27,5          | 30            | 29,4          | 24,2          | 16,3          | 8,2           | 2,3           | 15,8          |
| Середня температура, °C | −4,7          | −3            | 3,4           | 11,5          | 16,6          | 21,6          | 23,8          | 23            | 17,6          | 9,9           | 2,7           | −2,8          | 10            |
| Середній мінімум, °C    | −8,4          | −6,9          | −1,1          | 5,9           | 11            | 15,8          | 18            | 16,9          | 11,5          | 4,6           | −1,3          | −6,4          | 5             |
| Абсолютний мінімум, °C  | −30,1         | −37,7         | −24,8         | −10,9         | −7            | 2             | 7,3           | 4,7           | −3            | −11,9         | −34,1         | −31,8         | −37,7         |
| Норма опадів, мм        | 20            | 30            | 60            | 90            | 90            | 50            | 30            | 20            | 20            | 50            | 40            | 30            | 570           |
| ----------------------- | ------------- | ------------- | ------------- | ------------- | ------------- | ------------- | ------------- | ------------- | ------------- | ------------- | ------------- | ------------- | ------------- |
| Джерело: Weatherbase    |               |               |               |               |               |               |               |               |               |               |               |               |               |

Водночас висотне розташування міста над рівнем моря сприяє деякому відставанню в приході весни. Більш того, сильні снігопади в результаті охолоджування повітряних мас в горах можливі й досить часті в Алматі навіть на початку травня, що інколи приводить до загибелі значної частини урожаю плодових, квітучих якраз у цей період.

### Екологічна ситуація

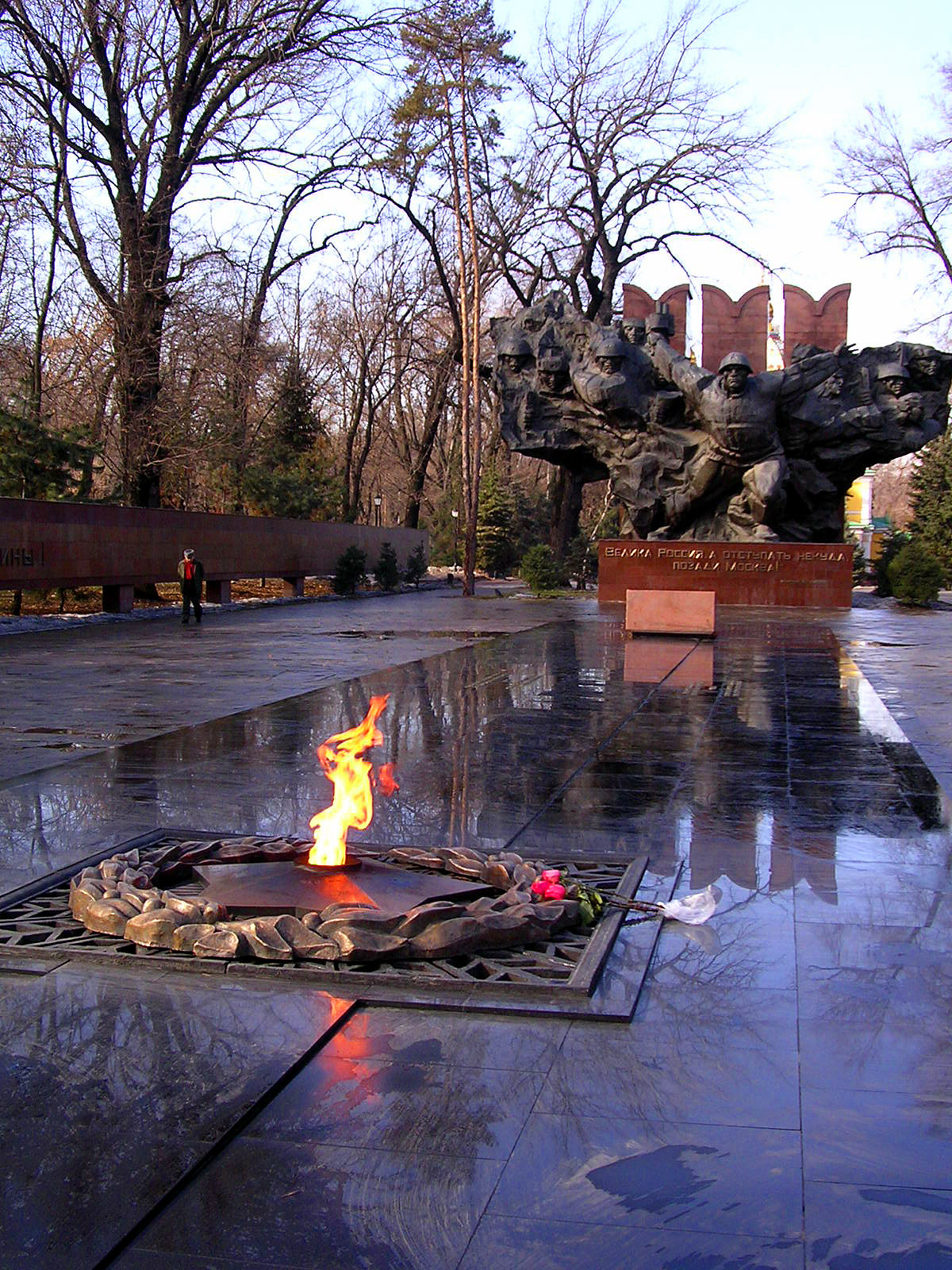
«Вічний вогонь» у Парку 28-ми панфіловців

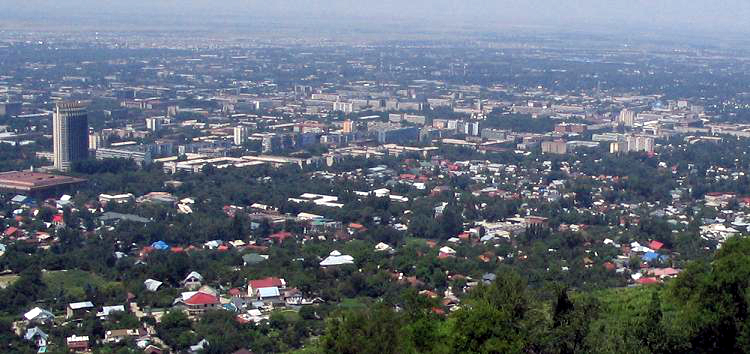

Алмати характеризується досить складною екологічною ситуацією внаслідок свого розташування в передгірній улоговині. Як і подібні характеристики рельєфу що мають Афіни й Лос-Анджелес, Алмати страждає через сильну загазованість повітря, дефіциту будівельних майданчиків у міській межі, прагненням населення жити ближче до центру міста, а не на його околицях, значному перенаселенню, масовій міграції сільського населення в місто тощо. Алмати спочатку було розраховане проєктувальниками на 400 тис. мешканців, проте зараз лише офіційно зареєстроване населення міста становить 1,26 млн, а разом з тимчасовими і незареєстрованими мігрантами з області й інших регіонів Казахстану — 1,5 млн. Перенесення столиці в Астану дозволило дещо зменшити диспропорційний міграційний тиск на Алмату, скерувавши майже 300 000 внутрішніх мігрантів до нової столиці, але проблему це до кінця не вирішило. У місті відчувається дефіцит будмайданчиків. За словами президента Казахстану, до нього вже надійшло безліч пропозицій від будівельних фірм знести ті чи інші об'єкти й на цих майданчиках звести нові житлові та офісні комплекси, перенести університети, студію «Казахфільм», військовий інститут, шпиталь тощо. Але президент виступив із пропозицією заборонити будь-яке будівництво в Алмати й перенести всі проєкти та основний розвиток в передмістя й міста супутники довкола столиці.

### Міста-супутники Алмати
Характерною особливістю супутникового розвитку Алмати є його віялоподібна орієнтованість на північ, захід і схід, і практично повна відсутність будівництва на півдні, де розташований високогірний хребет Заілійський Алатау. Основними супутниками міста в радіусі 50 кілометрів є міста й селища: На заході (за віддаленням):
- Боралдай (колишній Бурундай)
- Каскелен
- Ушконир (Чемолган)
- Узунагаш
- Каргали (Фабричний)

На півночі:
- Отеген батир (колишній Енергетичний, ГРЕС)
- Дмитрієвка
- Жетиген (колишня Николаєвка)
- Капчагай

На сході:
- імені Панфілова
- Талгар
- Єсик (Іссик)
- Тургень

На північному сході (по Кульджинській трасі):
- Байтерек
- Євгеньєвка

## Історія

### Епоха середньовічного поселення
За свідоцтвами археологів перші поселення ранніх землеробів і скотарів на території сучасної Алма-Ати з'явилися ще в X—IX століттях до н. е.
В VI—III століттях до н. е. в цих місцях мешкали сакські й пізніше усуньські племена. Саме до того часу відносяться кургани саків, виявлені на території Алмати й прилеглих до неї районів. Найбільші з них заввишки до 20 метрів і діаметром в фундаменті понад 100 метрів розташовувалися по берегах річок Великої й Малої Алматинок, Весновки, Аксаю. Сьогодні більшість курганів поховані під житловою забудовою.
Пізніші свідоцтва датуються VIII—X століттями від н. е. За свідченням генуезьких купців в околицях Алмати знаходилися декілька міських поселень. Одне з них називалося Алмату (за легендами монет, що карбувалися в цьому місті) й знаходилося на торговельній дорозі з Європи в Китай — Великий шовковий шлях.
Початок XIII століття й монгольське завоювання принесло важкі випробування містам Ілійської долини, до яких належало Алмату. Негативно на розвитку міста позначилося й згасання Великого Шовкового шляху. До кінця 16 століття від Алмату залишилася лише невелика частина у вигляді великого аулу.

### Вєрний

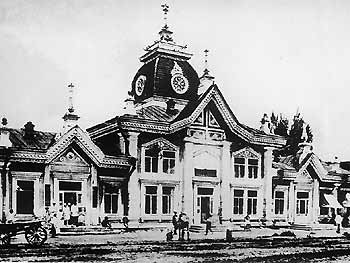
Крамниця купця И. Габдулвалієва (наразі Кизилтан). 1911 рік

Заснування сучасного міста відбулося 4 лютого 1854, коли російським урядом було прийнято рішення побудувати на лівому березі річки Мала Алматинка військову фортецю. Весною 1854 р. поблизу руїн древнього Алмату почалося будівництво Заілійської фортеці, пізніше названої Вєрний. Будівництвом керував майор Перемишельський й інженер — поручик Александровський. До осені того ж року будівельні роботи були завершені. У побудованих із колод дерев'яних будинках і казармах розмістилися 470 солдатів і офіцерів Заілійського загону.
Із середини 1855 в фортецю починають прибувати російські переселенці. З їх прибуттям Вєрний починає швидко розвиватися. Поряд із фортецею виникають Велика й Мала Алматинські станиці, Татарська слобідка. У 1856 р. був закладений Казенний сад (нині Центральний парк культури і відпочинку), а в 1857 р. в районі Татарської слобідки був побудований перший водяний млин. Увійшов до дії в 1858 р. перша броварня поклала початок місцевої оброблювальної промисловості. До травня 1859 р. в фортеці вже налічувалося 5 тис. мешканців, а в 1860 р. відкриваються перше поштове відділення й шпиталь.
11 квітня 1867 р. місто Вєрний стає центром Семирічинської області у складі генерал-губернаторства Туркестан. 13 липня 1867 р. засноване Семирічинське козацьке військо. Одночасно був затверджений герб Семиріченської області: щит, обвитий гірляндою яблуневих гілок з плодами, розбитий на три поля. Верхнє — зображення фортеці, нижнє: ліворуч — хрест, праворуч — півмісяць. Ставши центром Семирічинської області, Вєрний почав розвивати промисловість і ремесла. З'явилися гуральня і броварня, фабрика з вироблення грубо-вовняного сукна. Найбільшими підприємствами міста були тютюнові фабрики Гаврілова (1875) і Кадкіна (1900). У місті були відкриті жіноче і чоловіче училища, приходські і ремісничі школи, а пізніше чоловіча і жіноча гімназії. При мечетях діяли мусульманські школи.
28 травня 1887 р. відбувся сильний землетрус, у якому загинули 322 людини, було зруйновано 1798 цегельних будинків. Менше постраждали будинки Великої і Малої станиць, зведені з дерева. Згодом в місті була організована сейсмічна і метеорологічна станція під керівництвом архітектора А. П. Зенкова і розроблена система обліку сейсмічності при споруді будівель. Після землетрусу для забудови міста стало використовуватися в основному дерево. З нього були споруджені великі будівлі міста — Будинок полку військових зборів, Кафедральний собор, Будинок суспільних зборів тощо. Деякі споруди того періоду збереглися і зараз є пам'ятниками історії, архітектури і охороняються державою. На згадку про трагедію містяни поставили каплицю, яка була знесена в 1927 році.
Станом на 1913 рік, у місті мешкало більш 41 тис. осіб, діяло 59 промислових підприємств.

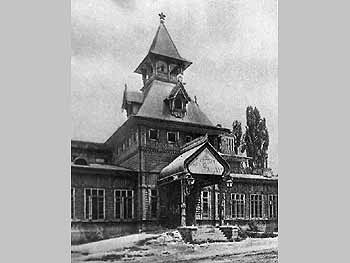
Офіцерські збори
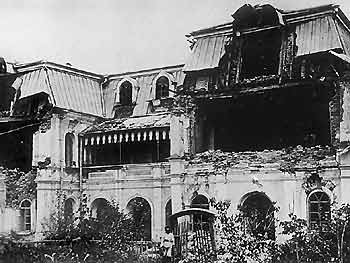
Наслідки землетрусу 1887

### Радянський період
У 1918 р. у Вєрному встановлена Радянська влада. Місто з областю увійшли до складу Туркестанської автономії РРФСР. У 1921, Вєрний був перейменований на Алма-Ату. 3 квітня 1927 року з Кизилорди до Алма-Ати перенесена столиця Казакської АРСР у складі РРФСР. Це стало додатковим поштовхом до інтенсивної забудови. З 1936 року (з моменту утворення Казахської РСР) Алма-Ата була столицею спочатку КазРСР, а потім і незалежного Казахстану.

#### Індустріалізація в період СРСР
Після 1941 року, завдяки масовій евакуації заводів і робітників з європейської частини СРСР під час Німецько-радянської війни, Алма-Ата з адміністративно-торговельного пункту з прикордонно-охоронним призначенням і слаборозвиненою промисловістю перетворилася на один з найбільших промислових центрів Радянського Союзу. Особливу роль в цьому процесі зіграло розташування міста, що знаходилося в глибокому тилу. За 1941—1945 роки промисловий потенціал міста збільшився в рази. Економічно активне населення міста зросло з 104 тисяч осіб в 1919 до 365 тисяч в 1968 році. У 1967 році в місті налічувалося 145 підприємств, причому провідна частина — підприємства легкої і харчової промисловості, що дещо відрізняло місто від типового радянського міста у бік важкої промисловості і виробництва засобів виробництва. Головними галузями промисловості були — харчова (36 % валової продукції промисловості), — базувалась в основному на місцевій рясній плодоовочевій сировині, і легка промисловість (31 %). Основні заводи і підприємства харчової промисловості: м'ясоконсервний, борошномельно-круп'яний (з макаронною фабрикою), молочний, шампанських вин, плодоконсервний, тютюновий комбінати, кондитерська фабрика, заводи лікеро-горілчаний, винний, пивоварний, дріжджовий, чаєрозважувальна фабрика; легкої промисловості: текстильний і хутряний комбінати, фабрики бавовнопрядильна, трикотажна, взуттєвий, швацький, поліграфічний комбінат. Важка промисловість становила 33 % виробництва і була представлена підприємствами важкого машинобудування, є заводи електротехнічний, ливарно-механічний, вагоноремонтний, ремонтно-підшипниковий, будматеріалів, деревообробний, залізобетонних конструкцій і будівельних деталей, домобудівний комбінат. Паливно-енергетична база Алма-Ати також була створена в цей період і базувалася в основному на вугіллі Кузбасу і Карагандинського басейну, у місті були побудована низка теплових електростанцій (ТЕЦ) на вугіллі і мазуті, завершено будівництво каскаду ГЕС на річці Велика Алматинка; на півночі — на річці Ілі в 1969—1970, була зведена Капчагайська ГЕС.

### Сучасна Алмати
У 1997 році Указом Президента Республіки Казахстан Нурсултана Назарбаєва столиця була перенесена в Астану. Тепер Алмати є науковим, культурним, історичним, виробничим і фінансовим центром країни. В Алматі досі залишаються Національний банк Казахстану і деякі посольства, інші урядові установи переведені в Астану. 1 липня 1998 року був ухвалений Закон про особливий статус міста. Алмати неофіційно називають «Південною столицею».

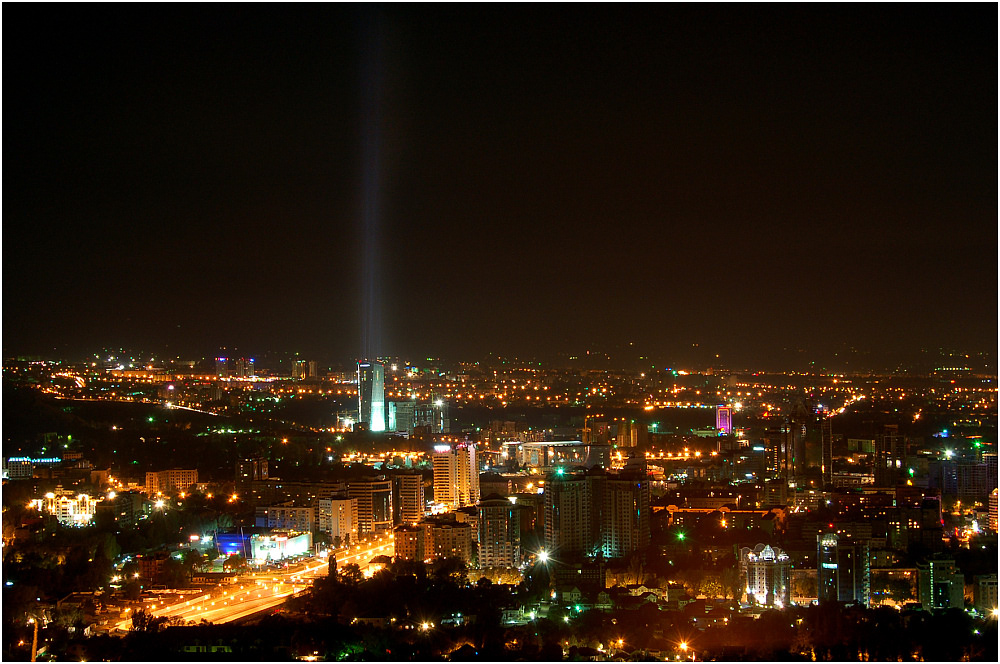
Вночі
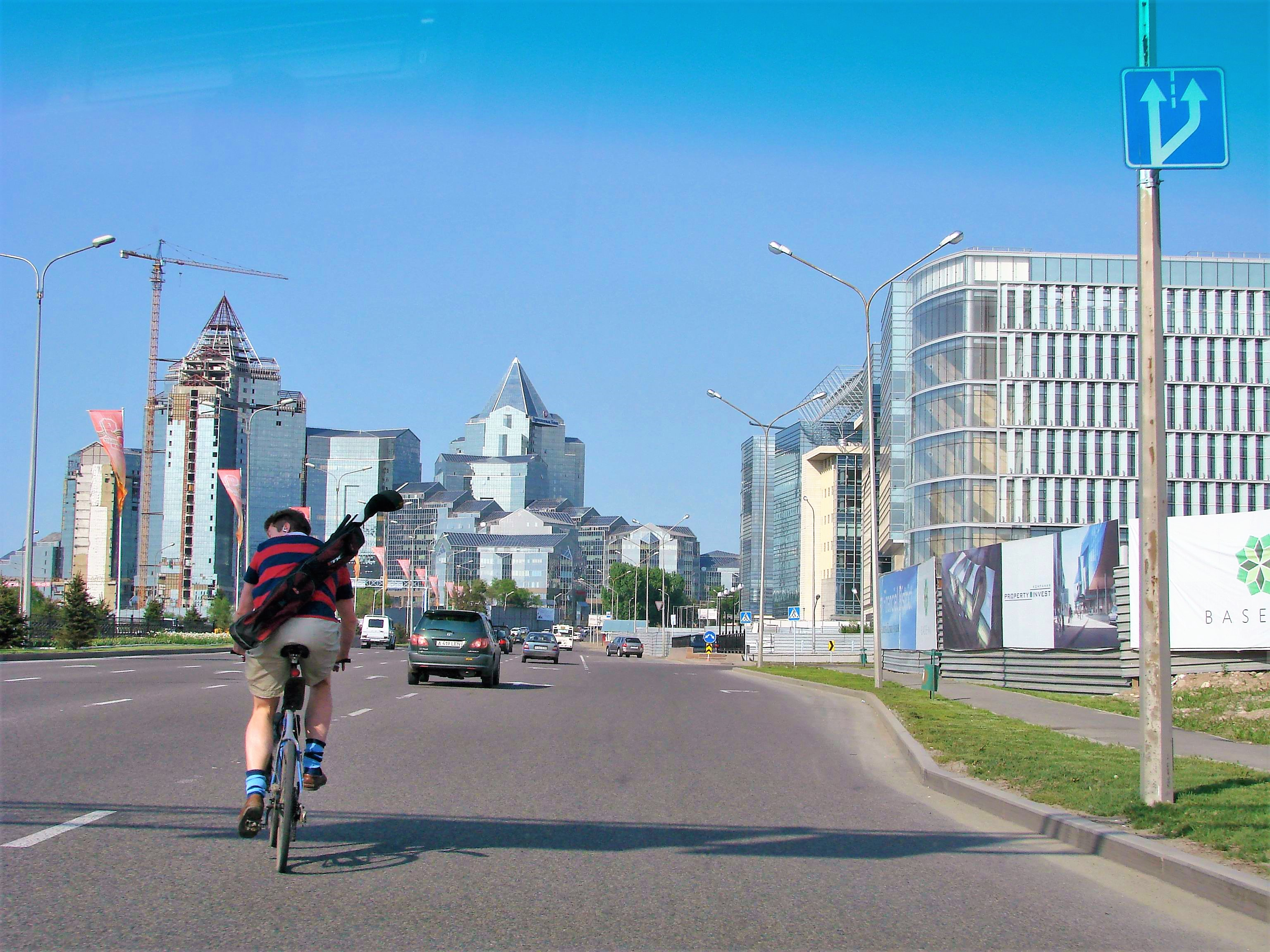
Діловий центр на проспекті Аль-Фарабі
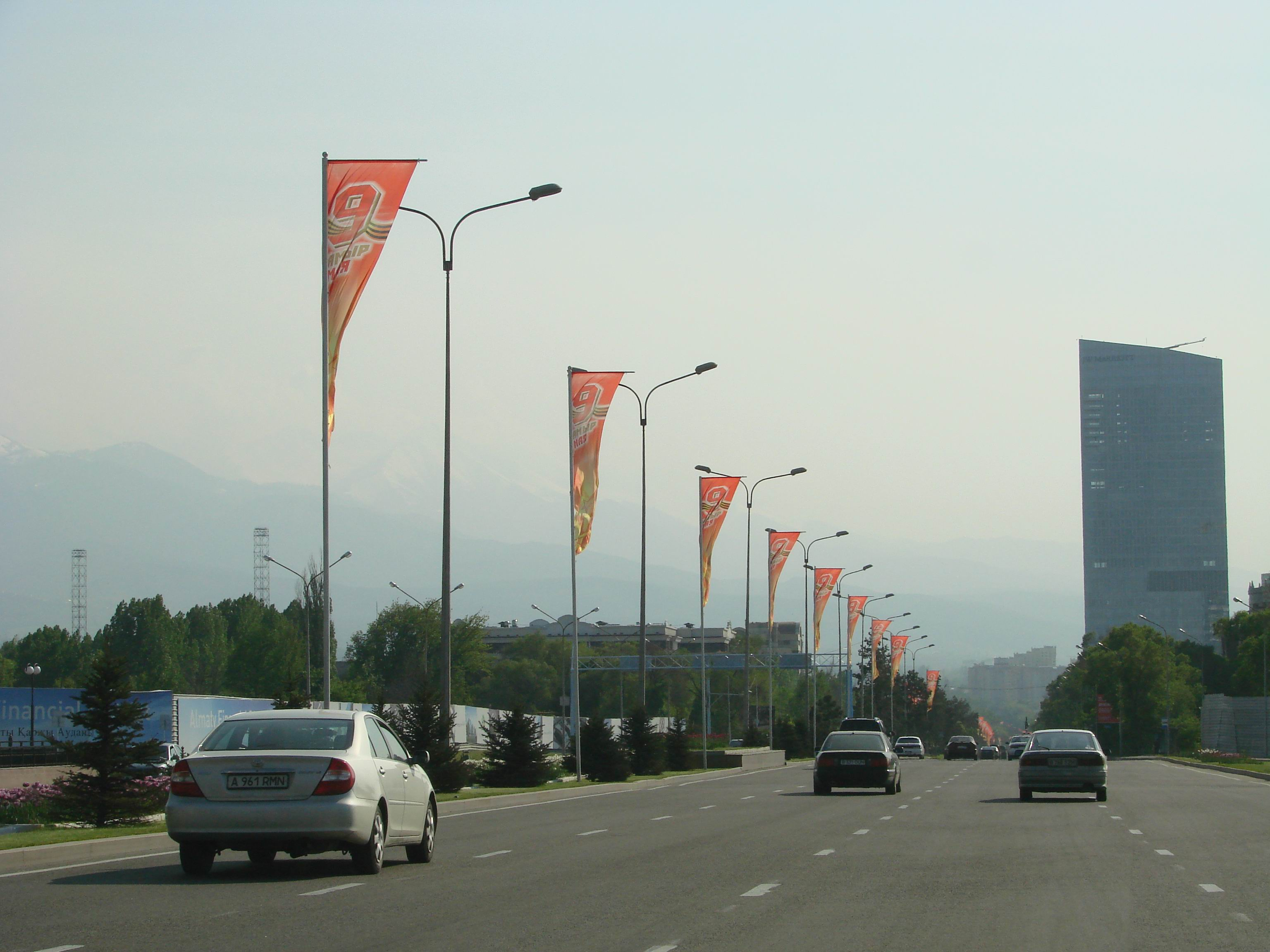
Проспект Аль-Фарабі
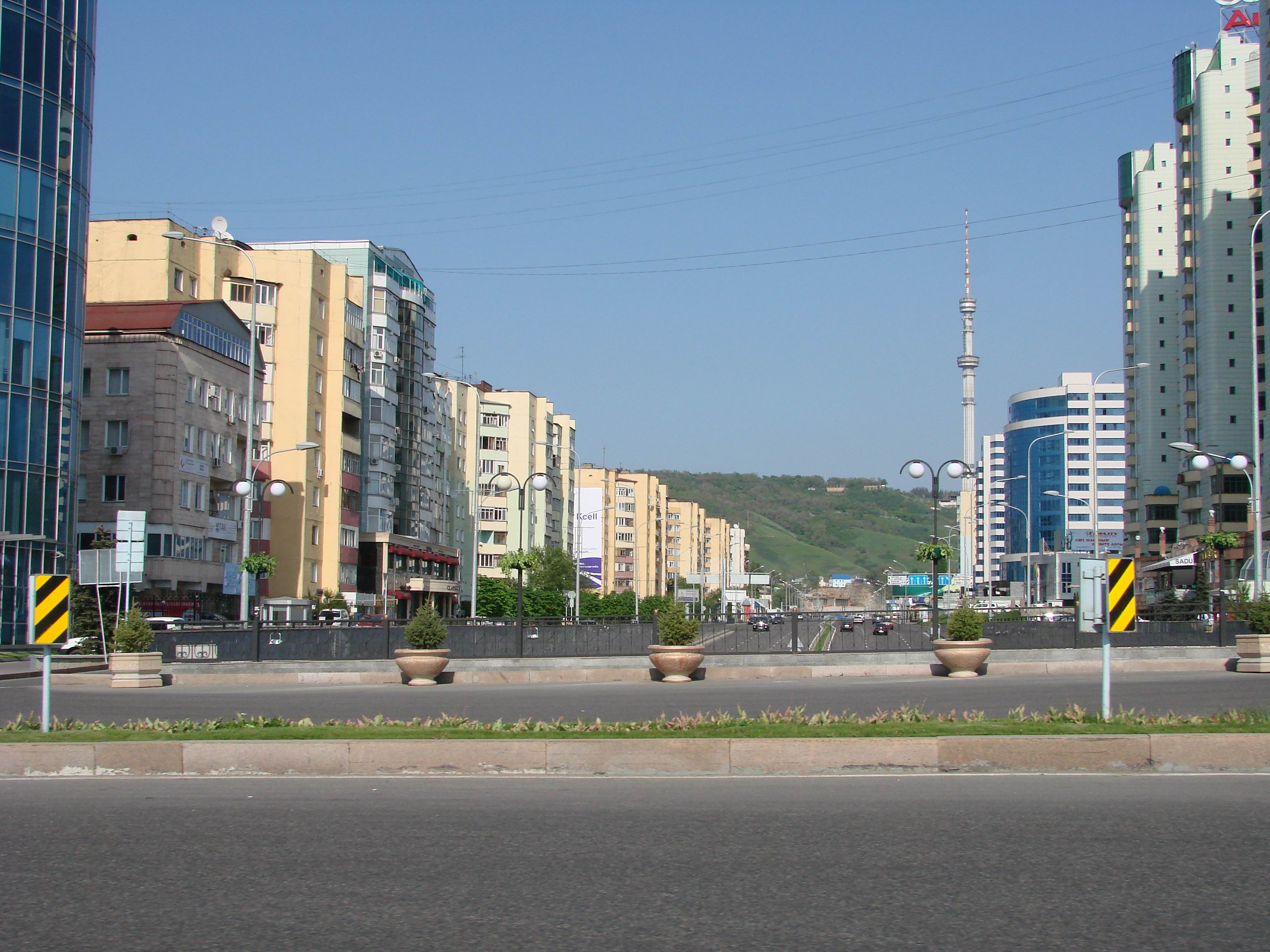
Район Самал
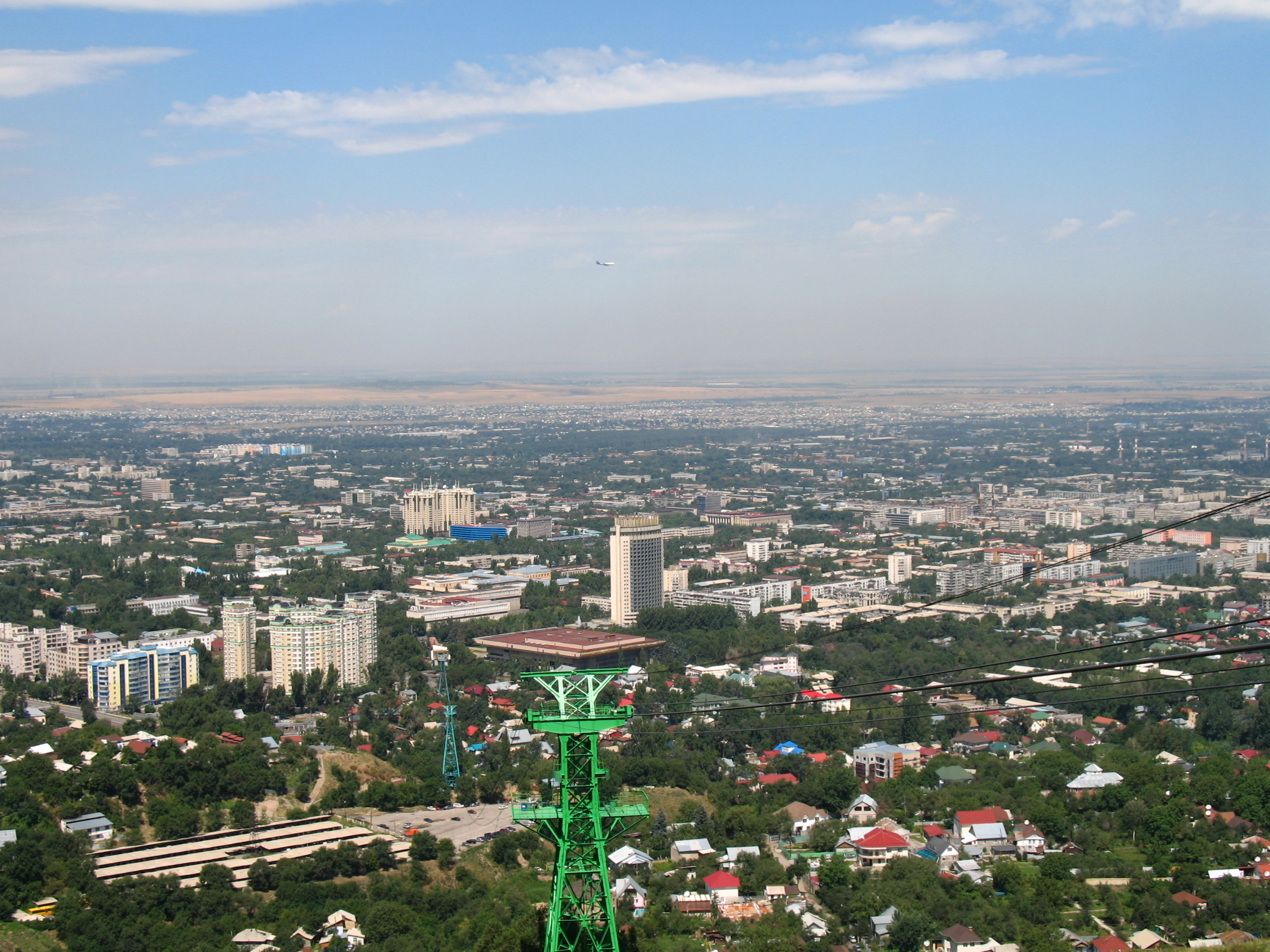
Вид на місто з Кок-Тюбе (2007)

### Зміни кордонів міста

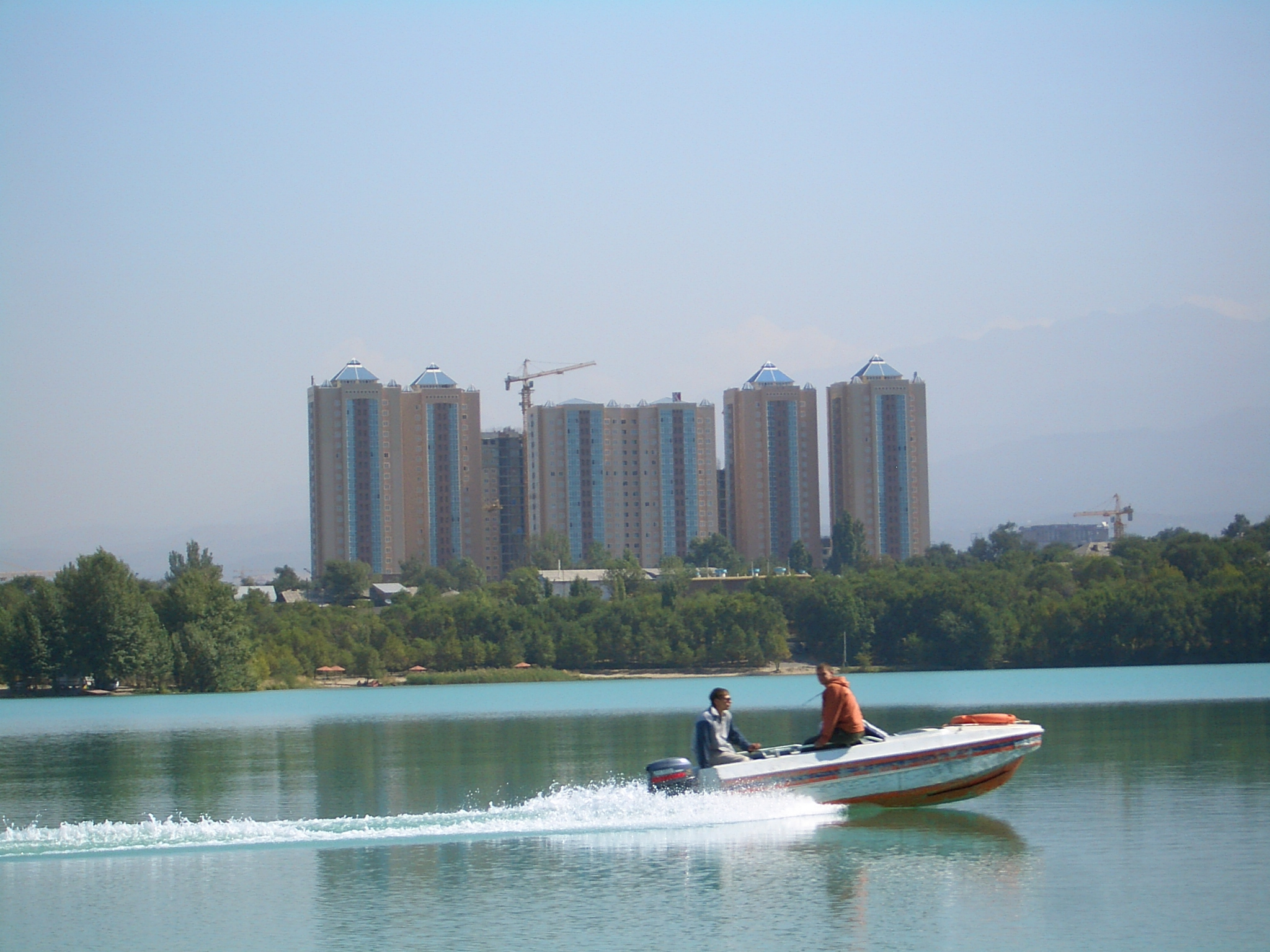
Водойма Сайран на ріці Велика Алматинка

У червні 2009 року рішенням 19 сесії масліхату міста до Алмати було приєднано 4 зони загальною площею 34,8 га, тобто 0,348 км². Приєднані території:
- в районі проспекту Рискулова та мікрорайону Атирау-2;
- в районі Талгарського тракту та мікрорайону Думан;
- загальноосвітня школа в районі річки Мала Алматинка;
- русло річки Велика Алматинка в районі вулиці Дулаті, проспекту Аль-Фарабі.

Згідно з указом президента № 77 від 12 травня 2011 року до міста була приєднана територія площею 1330,25 га, тобто 13,3 км². Зокрема, від Карасайського району була відокремлена територія площею 823,82 га, від Талгарського — 496,92 га, від Ілійського — 9,51 га. Приєднані території (з них 235,5 га становить рілля, 81 га — водойми, 119,6 га — дороги, 39,5 га — багаторічні насадження, 13,6 га — будівлі, 37,5 га — пасовища):
- від Карасайського району:
  - під будівництво транспортної розв'язки на перетині проспекту Райимбека та вулиці Акин Сара (мікрорайон Калкаман) площею 12 га;
  - під будівництво загальноосвітньої школи у мікрорайоні Калкаман площею 7,88 га;
  - для створення парково-рекреаційної зони водоохоронна смуга та зона річки Велика Алматинка площею 14,8 га;
  - для контролю над водопостачальними та енергопостачальними комунікаціями Алмаарасанська ущелина (заплава річки Велика Алматинка та Велике Алматинське озеро) площею 707,66 га;
  - для створення під'їзної дороги до комплексу Міжнародних трамплінів з боку Ремізовської ущелини (південніше проспекту Аль-Фарабі) площею 0,51 га;
  - для будівництва автодороги в районі сіл Шугла, Каменка та Рахат площею 24,37 га;
  - для будівництва автодороги в районі село Алгабас та автомобільна дорога площею 56,77 га;
- від Талгарського району:
  - для будівництва найбільшої в Центральній Азії мечеті на пагорбі, включення до меж міста частини ділянки Східної об'їзної дороги (в районі села Коктобе) та створення паркової зони площею 158,66 га;
  - для будівництва нового терміналу міжнародного аеропорту та додаткових будівель комплексу в районі села Гульдала площею 248,27 га;
  - для будівництва автодоріг в районі міжнародного аеропорту площею 28,42 га;
  - для будівництва комплексу «Меркурград» площею 38,9 га;
  - ринок «Жетису» площею 21,8 га;
  - загальноосвітня школа № 171 площею 0,7 га;
- від Ілійського району:
  - частини автодоріг в районах сіл Боралдай та Покровка площею 9,51 га;

Згідно з указом президента № 385 від 21 вересня 2012 року до міста була приєднана територія площею 11920,93 га, тобто 119,2 км², і населенням 1556 осіб. Зокрема, від Карасайського району була відокремлена територія площею 8360,52 га, від Талгарського — 3560,41 га. Приєднані території:
- до складу Алатауського району від Карасайського району:
  - в районі вулиці Момишули площею 18,86 га;
  - в районі ТЕЦ-2 площею 602,334 га;
- до складу Ауезовського району від Карасайского району:
  - в районі вулиць Жандосова, Ауезова, Рискулова та Кунаєва площею 58,368 га;
- до складу Бостандицького району від Карасайського району:
  - в районі села Єрменсай та мікрорайону Баганашил площею 212,543 га
  - схили Алмаарасанської ущелини для будівництва об'єктів обслуговування гірськолижного курорту Кокжайлау площею 8,321 га;
- до складу Медеуського району від Талгарського та Карасайського районів:
  - для будівництва спортивного комплексу між Талгарською та Кульджинською автодорогами площею 473,614 га;
  - для будівництва спортивного комплексу «Сункар» в районі проспекту Аль-Фарабі та річки Єсентай площею 48,307 га;
  - під'їзна дорога в районі мікрорайону Байшешек площею 0,097 га;
  - автодорога на плато Алматау площею 33,338 га;
  - канатна дорога на Шимбулак площею 7,257 га;
  - гірськолижний курорт Кокжайлау площею 7460,092 га та прилегла територія площею 2997,798 га.

Рішенням масліхату міста від 6 березня 2013 року до міста була приєднана територія площею 3470,2 га. Вчасності до складу міста увійшли сусідні села Кайрат, Колхозши та Кольсай.
Згідно з указом президента № 798 від 16 квітня 2014 року до міста була приєднана територія площею 23200 га, тобто 232,00 км². Вчасності від Карасайського району була відокремлена територія площею 16069,7 га, від Талгарського — 6525,7 га, від Ілійського — 604,6 га. Приєднані території:
- Зі складу Ілійського району:

- зі складу Первомайської селищної адміністрації з подальшою її ліквідацією площею 488,8 га:

| Населений пункт       | Населення, осіб (1999) | Населення, осіб (2009) |
| --------------------- | ---------------------- | ---------------------- |
| Первомайський, селище | 7358                   | 9841                   |

- зі складу Боралдайської селищної адміністрації — частина селища Боралдай площею 115,8 га.

- Зі складу Карасайського району:

- зі складу Аксайського сільського округу з подальшою його ліквідацією площею 601,2 га:

| Населений пункт | Населення, осіб (1999) | Населення, осіб (2009) |
| --------------- | ---------------------- | ---------------------- |
| Алгабас, село   | 2187                   | 8526                   |
| Теректи, село   | 1157                   | 2193                   |

- зі складу Єльтайського сільського округу площею 659,3 га та територія під ТЕЦ-2 площею 779,8 га:

| Населений пункт | Населення, осіб (1999) | Населення, осіб (2009) |
| --------------- | ---------------------- | ---------------------- |
| Маденієт, село  | 239                    | 337                    |
| Рахат, село     | 461                    | 650                    |

- Великоалматинський сільський округ з подальшою його ліквідацією площею 2713,0 га, правий берег Великої Алматинки площею 2795,7 га лівий берег — 2975,6 га:

| Населений пункт   | Населення, осіб (1999) | Населення, осіб (2009) |
| ----------------- | ---------------------- | ---------------------- |
| Алатау, село      | 7117                   | 7989                   |
| Алма-Арасан, село | 236                    | 772                    |
| Єрменсай, село    | 950                    | 987                    |
| Жайлау, село      | 267                    | 342                    |
| Кокшоки, село     | 269                    | 405                    |
| Нурлитау, село    | 1993                   | 1349                   |

- Карагайлинський сільський округ з подальшою його ліквідацією площею 2084,2 га:

| Населений пункт | Населення, осіб (1999) | Населення, осіб (2009) |
| --------------- | ---------------------- | ---------------------- |
| Карагайли, село | 5606                   | 9643                   |
| Каргали, село   | 2333                   | 2220                   |
| Курамис, село   | 621                    | 1025                   |
| Рахат, село     | 900                    | 988                    |

- Таусамалинський сільський округ з подальшою його ліквідацією площею 3460,9 га:

| Населений пункт  | Населення, осіб (1999) | Населення, осіб (2009) |
| ---------------- | ---------------------- | ---------------------- |
| Акжар, село      | 4670                   | 13317                  |
| Науриз, село     | 370                    | 380                    |
| Тастибулак, село | 427                    | 666                    |
| Таужоли, село    | 155                    | 391                    |
| Таусамали, село  | 5787                   | 8591                   |
| Шугила, село     | 82                     | 2489                   |

- Зі складу Талгарського району:

- зі складу Гульдалинського сільського округу площею 243,5 га (село Альмерек), 1228,0 га (села Кайрат та Колхозши) та 35,0 га Бесагаського сільського округу:

| Населений пункт | Населення, осіб (1999) | Населення, осіб (2009) |
| --------------- | ---------------------- | ---------------------- |
| Альмерек, село  | 1559                   | 2256                   |
| Кайрат, село    | 674                    | 1721                   |
| Колхозши, село  | 881                    | 1426                   |

- Коктобинський сільський округ з подальшою його ліквідацією площею 4412,0 га по правому березі малої Алматинки і 537,0 га — по лівому березі:

| Населений пункт | Населення, осіб (1999) | Населення, осіб (2009) |
| --------------- | ---------------------- | ---------------------- |
| Аккайин, село   | 136                    | 225                    |
| Актобе, село    | 249                    | 369                    |
| Кольсай, село   | 1112                   | 1493                   |
| Ремізовка, село | 373                    | 559                    |
| Сулусай, село   | 597                    | 448                    |

## Адміністративний поділ
Площа міста на 2003 рік становила понад 320 км².
Територія має поділ на 8 районів:
1. Алатауський —104,95 км²
2. Алмалинський — 18,2 км²
3. Ауезовський — 23,5 км²
4. Бостандикський — 99,43 км²
5. Жетисуський — 39,6 км²
6. Медеуський — 253,4 км²
7. Науризбайський — 69,67 км²
8. Турксибський — 75,75 км²

Райони міста утворені з врахуванням географічних, містобудівних особливостей відповідних територій, чисельності населення, соціально-економічних характеристик, розташування транспортних комунікацій, наявності виробничої і соціальної інфраструктури.

## Населення
Офіційна чисельність населення (згідно з Управлінням статистики Алмати) на 1 січня 2008 року чисельність населення міста склала 1324,0 тис. осіб . Проте згідно з деякими неофіційними джерелами чисельність разом з незареєстрованими трудовими мігрантами з сусідніх областей республіки досягає двох мільйонів чоловік, що становить 13 % від населення республіки. Місто багатонаціональне: казахи (50,5 %), росіяни (33,2 %), уйгури (5,8 %), також живуть татари (2 %) корейці (2 %); німці, українці та інші (10 %). З іноземців, що працюють в Алма-Аті, найбільшу кількість складають турки. Незважаючи на свій відносно невеликий вік, демографічні процеси в місті складні і різноманітні, що значною мірою є віддзеркаленням його строкатого національного складу. Характерною рисою сучасного міста є його космополітичність і багатомовність. У місті широко використовуються російська і казахська мови.

## Економіка
Великий транспортний вузол: залізниця і шосейні дороги, аеропорт. До 2005 року ВВП м. Алмати досяг 806 млрд тенге (170 млрд рублів), у перерахунку на душу населення — 676,1 тис. тенге (142 тис. рублів на людину на рік). До початку 90-х років економіка міста базувалася на харчовій, легкій і важкій промисловості. Основна маса продукції реалізовувалася в самому місті (населення якого перевищило мільйон жителів в 1983 році), на ринку Казахської РСР, а також в інших республіках СРСР. Після розпаду СРСР, розриву міжреспубліканських економічних зв'язків і занепаду промисловості, широкого поширення в місті (особливо в 1991—1996 роках) набули так звані барахолки з китайським крамом, розвинулася так звана човникова торгівля. У цей період економіка міста починає орієнтуватися на вжиток дешевого імпорту з Китаю. Життєвий рівень основної маси населення різко падає. Лише після 1997 року в Алмати починається період економічного підйому, місто охоплює справжній інвестиційний бум, починається період інтенсивного іпотечного будівництва. У Алматі розташовані штаб-квартири Народного банку, Казкоммерцбанку, Банка ТуранАлем і інших найбільших банків Казахстану.

### Регіональний Фінансовий Центр Алмати
У 1997 році було прийнято рішення про подальший розвиток міста як ділового і фінансового центру регіону. У 2006 році був ухвалений закон про розвиток РФЦА.

## Транспорт

### Автобуси, таксі, тролейбуси, трамваї
У Алмати діє розгалужена мережа маршрутів автобусів, тролейбусів, маршрутних таксі, а також працює таксі. До початку XXI століття збереглося всього два трамвайних маршрути, проте останніми роками почався процес розвитку цієї галузі транспорта. Також планується спорудження ліній швидкісного трамваю (LRT) і автобусів на виділеній трасі (т. з. «трамвай на шинах», BRT).

### Залізниця
У місті діє два залізничні вокзали: Алмати-1 і Алмати-2. Алмати-1 є транзитним вокзалом по дорозі з сибірських областей Росії до Центральної Азії, розташований в північній частині міста. Вокзал Алмати-2 є міським, знаходиться близько до центру міста і призначений для пасажирів, що приїжджають в Алмати.

### Метрополітен
1 грудня 2011 запущено першу лінію метрополітену, що на квітень 2019 року складається з однієї лінії та 9 станцій.

### Дорожня мережа
У 2007 році було побудовано 10 нових транспортних розв'язок, а також почалося будівництво СОА (Східна Обвідна Автодорога), з остаточним будівництвом якої центр міста охопить мале кільце доріг — по проспекту Аль-Фарабі на півдні, проспекту Саїна на заході, проспекту Риськулова на півночі і СОА на сході. У 2008 планується побудувати ще 3 розв'язки і закінчити будівництво двох, початих в 2007 році.

### Аеропорт
На адміністративній території Алмати знаходиться сучасний міжнародний аеропорт. Відкриття нового терміналу аеропорту, побудованого замість того, що згорів, відбулося в 2004. У 1998 зроблена серйозна реконструкція злітної смуги. У 2006 році почато будівництво другої злітно-посадочної смуги з можливістю прийому всіх типів повітряних судів без обмеження за масою. Почато будівництво другого (міжнародного) терміналу з пропускною спроможністю 2500 пасажирів на годину. У 2006 році аеропорт Алмати обслугував більше 2 мільйонів пасажирів. Окрім даного аеропорту, у передмісті Алмати є аеропорт місцевих повітряних ліній «Боралдай» (раніше носив назву «Бурундай»).

## Освіта
У місті розташована декілька навчальних закладів, серед них:
- Інститут геологічних наук імені К. І. Сатпаєва МОН Республіки Казахстан
- Інститут гірничої справи імені Д. А. Кунаєва АН Казахстану

## Архітектура й визначні пам'ятки
Алмати — сонячне, затишне, утопаюче в зелені місто з широкими вулицями, гарними будинками, численними парками, скверами і фонтанами. Дуже гарне місто біля підніжжя смарагдових хребтів Тянь-Шаню не випадково називають «містом-садом». Навесні, коли південні околиці потопають в цвітінні яблуневих, абрикосових, вишневих садів, місто стає схожим на казку. Розкішне зелене вбрання і велична панорама гір роблять Алмату несхожою на інші міста. Під сади, гаї, парки, бульвари, квітники відведено понад восьми тисяч гектарів міської території.
Також у місті працює міський ляльковий театр Театр ляльок «Сезам»
Але все більшу проблему для містян створює збільшення багаторазово автопарку міста. Влітку 2007 року — офіційно було оголошено, що у Алматі зареєстровано 500 тисяч одиниць автотранспорту. Дедалі менше стає днів, коли можна спостерігати із міста снігові вершини.

### Фонтани Алмати
Сьогодні у Алмати більше 120 фонтанів, з них 61 — у комунальній власності. Фонтани разом із розгалуженою мережею ариків грають для Алмати велике значення — всі разом вони створюють єдиний комплекс водойм і водотоків міста.

### Вознесенський кафедральний собор

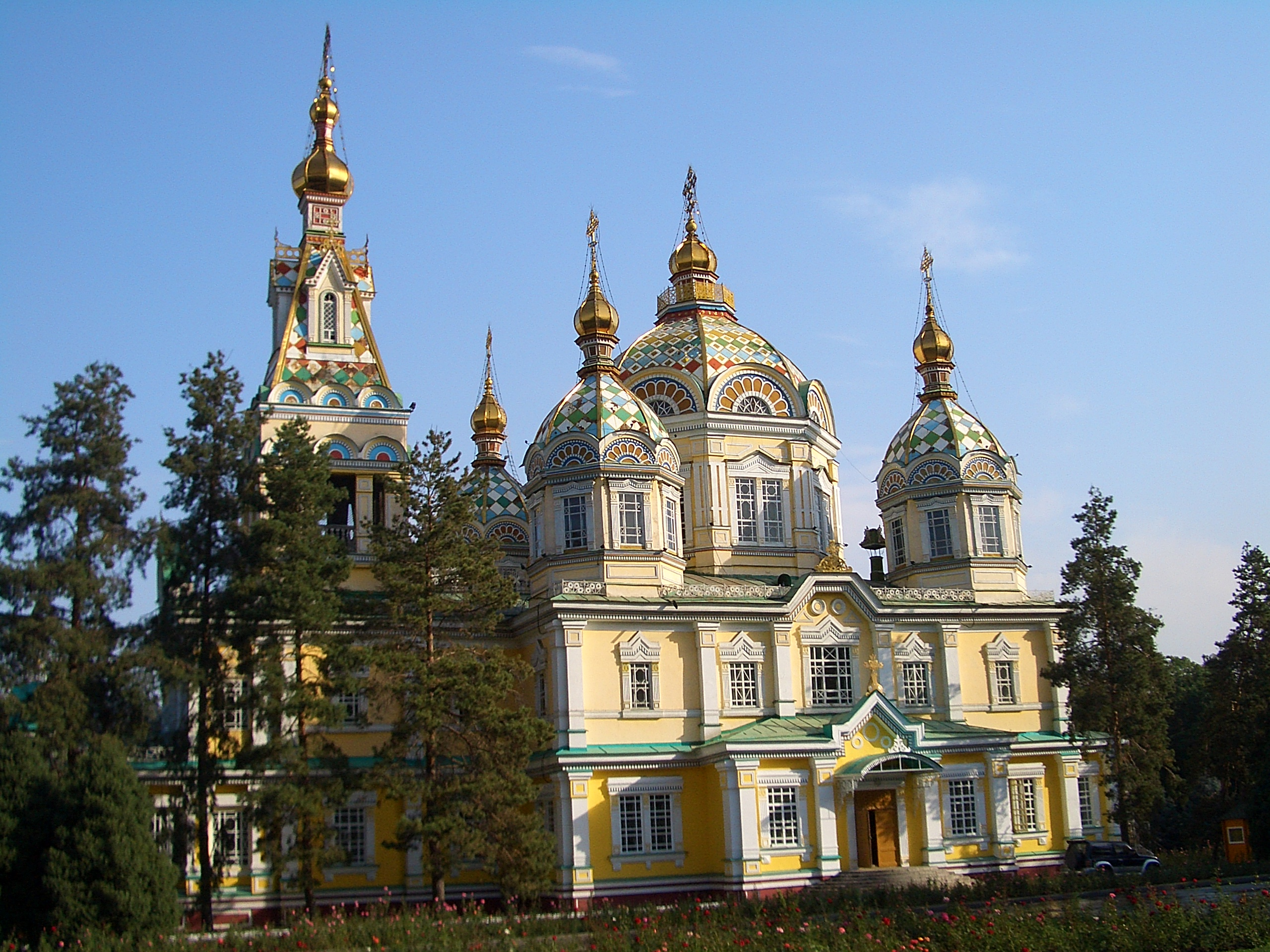
Вознесенський кафедральний собор

Вознесенський собор — унікальна сейсмостійка споруда заввишки в 56 метрів, побудоване архітектором К. А. Борисоглебским і інженером А. П. Зенковим в 1907 році з блакитної тяньшанської ялини за проєктом Павла Гурде.
А. П. Зенков створив нові методи будівництва у сейсмонебезпечних зонах, внаслідок чого собор витримав землетрус силою 10 балів в 1911 році.
Стіни собору було розписано місцевим художником М. Хлудовим. У радянський період у будинку перебував краєзнавчий музей; у травні 1995 року будинок передано Алматинській і Семипалатинській єпархії Російської православної церкви. Після дворічних реставраційні роботи у 1997 році у храмі відновилося богослуження.
Поширена думка, що собор побудований без єдиного цвяха — міф.

### Телевізійна вежа
Телевежа, розташована на горі Кок-Тьобе на рівні 1000 м вище над рівнем моря — найвища споруда Алмати. Її висота майже 372 м. Над рівнем моря — 1130. Підмуровком вежі служить залізобетонний фундамент у вигляді триповерхового секційного підвалу. Стовбур вежі представляє металевий ступінчастий шіснадцятигранник діаметром 18 метрів в основі, служби технічного обслуговування розташуються на висотах 146 і 252 м. Будинок споруджено з урахуванням гірської місцевості і може витримати землетрус до 10 балів. Телевізійна вежа — це комплекс радіотелевізійної передавальної станції, і недоступна для туристів. Підсвічена в темний час доби потужними прожекторами вежу видно майже з кожної точки міста.

### Високогірна ковзанка «Медео»
Спорткомплекс «Медео» було побудовано у 1972 р. в однойменній ущелині, в 15 кілометрів від міста. «Медео» називали «фабрикою рекордів», оскільки за 33 роки на льоду високогірної ковзанки було встановлено 126 світових рекордів. Унікальна особливість ковзанки, розташованої в рівні 1700 м, у розрідженному повітрі і високій якості льоду, яка забезпечується чистою гірською водою без домішок солей. Вище спорткомплексу розташовані селезахистна гребля і гірськолижний комплекс «Чимбулак». У 90-х роках XX століття спорткомплекс «Медео» був місцем проведення міжнародного музичного фестивалю Голос Азії. Нині відбувається реконструкція комплексу «Медео» і високогірної лижної бази «Чимбулак».

## Релігія
Алмати є багатоконфесійним містом: тут діють храми різних конфесій та релігій. Зокрема, станом на серпень 2021 року у місті зареєстровано 49 ісламських мечеті, більшість з яких належить до «Духовного об'єднання мусульман Казахстану», 23 православних храми, у тому числі Алматинської єпархії Православної церкви Казахстану, Російської православної церкви у Казахстані, Давньоправославної Поморської Церкви, Вірменської Апостольської Православної Церкви, Старообрядницької церкви, 4 католицьких храми. Також у місті діє ряд протестанських номінацій, зокрема 33 п'ятидесятницькі громади, 31 пресвітеріанська громада, євангельські християни-баптисти — 16 громад, адвентисти сьомого дня — 3 громади, Евангелічно-лютеранська церква — 3 громади, новоапостольська церква — 1 громада, методисти — 4 громади, Свідки Єгови — 6 громад. Також є громади інших релігій: Товариство свідомості Кришни — 1 громада, Баахаї — 1 громада, іудаїзм — 1 громада, Буддизм — 1 громада, мормони — 1 громада, муніти — 1 громада.

## Персоналії
- Дугашев Газіз Ніязович (1917—2008) — казахський диригент і музичний педагог, професор
- Ісмаїлова Гульфайрус Мансурівна (1929—2013 року) — радянська і казахська художниця й акторка.
- Четвериков Віталій Павлович (1933—1983) — радянський білоруський актор, режисер, сценарист
- Нові Світлана Ігорівна (* 1934) — український кінооператор
- Пригунов Лев Георгійович (* 1939) — російський актор
- Попков Володимир Михайлович (1941—2007) — радянський і український кінорежисер, сценарист, актор
- Назарова Наталія Іванівна (* 1949) — радянська актриса театру і кіно
- Ракішев Кенес Хамітович (* 1979) — казахський бізнесмен.